# Vatroslav Piacun
Vatroslav Piacun (Skoplje, 4. travnja 1931. – Zagreb, 6. lipnja 1999.), hrvatski košarkaš.

## Športska karijera
Roditelji Antun (Ante) Piacun, redarstvenik, i tuzlanske Talijanke Terezije Dorighi, koji su se vjenčali u Skoplju. Vatroslav Ignacije se rodio kao najstarije dijete u obitelji. Poslije njega rodile su se dvije sestre. Živjeli su u Skopju, Zemunu i Zagrebu. Svraćali su u Tuzlu, ali se nisu vratili živjeti.
Nakon Drugog svjetskog rata vraća se Piacun 1947. u Zagreb. Ubrzo se počinje baviti rukometom uz Nikolu Dasovića, poznatog rukometaša i kasnije košarkaša, koji ga je povukao i u košarku. Od izgradnje poznatog terena na Tuškancu u proljeće 1948., svečanog otvorenja igrališta 27. ožujka 1949., nadmudrivanja s tenisačima oko toga čiji će biti teren do prvih pobjeda nije prošlo puno vremena. "Zagrebaši", kako su se zvali u početku, postali su prvaci Hrvatske po prvi put 1948. godine. Knjiga Vukovi iz Tuškanca autora Zorana Kovačevića, odaje i to kako je Piacun saznao da igrač protivničkog kluba nema pravo nastupa, pa su "Zagrebaši" dobili pobjedu za zelenim stolom. 1949. godine, klub mjenja ime u Polet te neuspješno pokušava izboriti pravo sudjelovanja u saveznoj ligi.
Kvalifikacije su bile uspješne već nagodinu: u rujnu 1950. postaju, sada kao Lokomotiva, članom savezne lige, a Piacun je član prve petorke.
Prvenstvo države:
- 1951. "lokosi" su završili na 11. mjestu s 12 bodova, 19 odigranih utakmica - 107 koševa,
- 1953. "lokosi" su završili na 3. mjestu s 4 boda, 6 odigranih utakmica - 29 koševa,
- 1954. "lokosi" su završili na 6. mjestu s 25 bodova, 4 odigrane utakmice - 10 koševa,
- 1955. "lokosi" su završili na 6. mjestu sa 16 bodova, 18 odigranih utakmica - 97 koševa,
- 1956. "lokosi" su završili na 6. mjestu sa 17 bodova, 18 odigranih utakmica - 124 koševa.

Kup države:
- 1959. "lokosi" su osvojili 3. mjesto, a Piacun je odigrao 3 utakmice bez postignutog

koša
Na državnim prvenstvima i kupu odigrao je ukupno 65 utakmica i postigao 367 koševa.
Osim državnih prvenstava, tu su bile i utakmice na Siciliji, Nizozemskoj, nastupa po turnirima, kako domaćim tako i stranim.

## Trenerski uspjesi
Prvi naslov državnog prvaka Lokomotive, kasnije Cibone, osvojio je upravo Piacun i to kao trener juniorske momčadi 26. rujna 1954. Njegovi omladinci su kasnije postali poznati i priznati košarkaši i športski radnici: Đorđe Bjegović, Šunjić, Ivan Šiprak, Milan Vidaković, Vrhovac, Mirko Novosel, Magić, Petrović, Marijan Catinelli, Zdilar, Borišić, Štuka, Marko Rittig, Boris Lalić.

### Novogodišnji turnir u Ljubljani
Prvi veći međunarodni uspjeh "lokosi" postižu u siječnju 1961. opet pod trenerskim vodstvom Piacuna. U Ljubljani se održava novogodišnji turnir, na kojem su "lokosi" pozvani kao joker-klub koji treba omogućiti održavanje turnira. Klub Honved koji je s petoricom koji su s mađarskom reprezentacijom osvojili zlato na europskom prvenstvu 1960., Crvena zvezda iz Beograda i Olimpija s izvrsnim Daneuom i ekipom. Pobjeda na mađarskim prvakom od 70:62 pokazala je kvalitetu i talent ekipe koju su činili: Zvonko Petričević, Dragan Kovačić, Mirko Novosel, Eduard Bočkaj, Ivan Franić, Matan Rimac, Mladen Momčinovič, Matko, Vladimir Anzulović, Vilim Kocijan, Duško Džepina, Ilija Matijević i Boris Lalić. Iako su izgubili utakmicu protiv domaćina, pobjeda protiv srbijanskog kluba Crvene zvezde od 94:62 i sretna okolnost međusobne koš razlike donijela je "lokosima" i Piacunu pobjedu na turniru.
Piacun je još jednom preuzeo trenersku palicu u sezoni 1965. Sezonu su "lokosi" završili na 4. mjestu. Ekipu su činili Dragan Kovačić, Zvonko Petričević, Eduard Bočkaj, Milivoj Omašić, Matan Rimac, Mirko Novosel, Zdenko Grgić, Tomislav Bajza, Stipe Vrcan, Roman Jurca, Vladimir Gruškovnjak, Đorđe Novaković, Marijan Fotivec, Krešimir Kralj, Milan Vlatković, Topalović. Sezona je zapamćena po poništenim utakmicama, batinama koje su "lokosi" dobili u Skopju, udarcima letvom. "Lokosi" su izgubili i ponovljenu utakmicu, ali ona više nije ništa odlučivala: Rabotnički je ispao iz prve lige, a "lokosi" su ispali iz borbe za naslov seniorskog prvaka države.
Piacun je s vremenom izašao iz košarke, nakratko se vratio 1980. kao stručni suradnik u ženskom košarkaškom klubu Montingu koji je 1980. osvojio Kup Lilliane Roncheti, pod trenerskim vodstvom Mirka Soboćana.
Piacun je bio i sudac, o čemu svjedoči sudačka iskaznica pronađena među dokumentima njegove sestre Nevenke Lončarić.